# Poco-poco
Poco-poco é uma dança popular da província de Molucas Setentrionais, na Indonésia. É uma dança moderna com características da dança folclórica tradicional austronésia. É considerada uma das danças nacionais da Indonésia.

## História
O poco-poco surgiu em 1993 e é dançado na Indonésia e na Malásia. Em seus primeiros anos, era dançado exclusivamente em círculos próximos nas Molucas do Norte, como familiares, parentes e amigos. A dança era acompanhada por uma canção do Norte das Molucas, também intitulada "poco-poco", composta por Arie Sapulette, um compositor de Ternate na Indonésia. Essa canção se tornou muito popular em 1995, após ser cantada por Yopie Latul (1955-2020), um cantor conhecido da época. A canção e/ou dança passaram a fazer parte de recepções de casamento, reuniões familiares e outros eventos comunitários.
No final da década de 1990, a dança se espalhou gradualmente para outras regiões da Indonésia. Inicialmente, a dança e a música só tiveram popularidade como ginástica rítmica dentro das Forças Armadas da Indonésia (TNI) e da Força Policial Nacional da Indonésia (Polri). Depois que a dança potjo-potjo apareceu no canal de televisão nacional TVRI no programa Dansa Yo Dansa (Vamos Dançar), ela ganhou fama nacional. Desde então, a dança tem sido praticada por muitos indonésios como parte de seus exercícios matinais. Algumas comunidades também tentaram incorporar seus passos de dança tradicionais locais na dança. Na província de Papua, a dança é combinada com movimentos de arco e flecha, enquanto em Java Ocidental é combinada com a dança tradicional sondanesa Jaipong.
Na Indonésia, a dança é realizada hoje durante celebrações culturais e eventos nacionais oficiais. A dança também é usada em competições de nível nacional como um evento esportivo de ginástica.

## Na dança
Na dança, mulheres e homens formam formações mistas: linhas e colunas. Todos eles executam as mesmas figuras juntos, movendo-se sequencialmente em quatro direções do espaço. A dança tem seis figuras principais, que consistem em passos de dança estruturados envolvendo movimentos como girar, sacudir e balançar ao ritmo com gestos de braço. Cada uma das seis figuras de dança é executada repetidamente nas quatro direções principais, com duas rotações no sentido anti-horário. O ponto comum entre cada figura é que os passos de dança começam com dois passos para a direita e dois passos para a esquerda, depois se movem para trás e para frente com uma volta. Esses passos se originam de atividades agrícolas, como colher cravo, plantar arroz e descascar cocos.
É dançado em compasso 4/4. Poco-poco é fácil de dançar com todos os tipos de música, incluindo dangdut, calipso ou chachacha.